# Saint-Victor-de-Morestel
Saint-Victor-de-Morestel är en kommun i departementet Isère i regionen Auvergne-Rhône-Alpes i sydöstra Frankrike. Kommunen ligger i kantonen Morestel som tillhör arrondissementet La Tour-du-Pin. År 2022 hade Saint-Victor-de-Morestel 1 142 invånare.

## Befolkningsutveckling
Antalet invånare i kommunen Saint-Victor-de-Morestel
Referens:INSEE